# 増浦行仁
增浦行仁（1963年—）是一位日本攝影師，出生於大阪府。
18歲時，他為了成為一名攝影師。曾拍攝印象派大師馬約爾和羅丹的雕塑，並花了七年時間拍攝米開朗基羅的雕塑，以獨特的技巧吸引眾人關注。
目前主要以東京、大阪和巴黎為活動據點。

## 經歷
- 1963年，出生於東京。
- 1981年，前往法國。1983年成為VOGUE（巴黎）Guy Bourdin的助理。
- 1986年—1988年，拍攝藝術家麥約(Aristide Maillol)全部雕刻作品。
- 1987年，入圍法國秋季沙龍(Salon d’automne)。
- 1988年，獲得羅浮宫和奧賽美術館拍攝許可。
- 1988年—1990年，拍攝婆羅浮屠（印尼）。
- 1989年，獲得巴黎現代藝術美術馆拍攝許可。
- 1989年—1993年，拍攝布爾代勒(Antoine Bourdelle)雕刻作品。
- 1993年，在Kodak Photo Salon Ginza（銀座）舉辦個展『婆羅浮屠』。
- 1994年，於馬自達Rotary御堂筋 舉辦個展 『PROFIL』(選自布爾代勒雕刻 攝影系列)。 透過 SKIRA（日内瓦）出版作品集《MAILLOL》。

於大阪的大阪法國文化協會大阪 舉辦個展『MAILLOL』(選自麥約雕刻 攝影系列)
開始拍攝米開朗基羅的作品
- 1997年，受到羅丹美術館馆的委託，開始拍攝羅丹雕刻作品。
- 1998年，共31件作品選為法國國立圖書館(BIBLIOTHEQUE NATIONAL de FRANCE)的永久館藏。

Asahi Graph新年特刊《托斯卡尼的貴族們》的策劃和拍攝。
- 1999年，Asahi Graph「WARNING!」企劃、連載。
- 2000年，於KURANUKI藝廊舉辦個展「KHAOS」（羅丹雕塑系列）。
- 2002年12月，透過ARTONE出版 攝影集『GENESIS』。
- 2002年10月—2003年1月，於義大利佛羅倫斯米開朗基羅故居博物館(Casa Buonarroti Museum)舉辦「GENESIS 雕刻家米開朗基羅」個展
- 2003年4月，在日本東京都寫真美術館舉辦「GENESIS 米開朗基羅的詩與光彩 増浦行仁寫真展」
- 2003年10月，於京阪Gallery of Arts and science 舉辦「GENESIS 米開朗基羅的詩與光彩  増浦行仁寫真展」。

由ARTONE出版社出版「我會成為土門拳」~ 到達 “奇蹟之光”的攝影家・増浦行仁的生存 方式~(村尾国士/著)
- 2003年，在雜誌《風の旅人》第5集開始連載一年。
- 2004 年3月—4月，在JR岐阜站Active G World Design Gallery舉辦「GENESIS 米開朗基羅 與美濃和紙 増浦行仁攝影展」。
- 2005年11月，開始拍攝日本國立文樂劇場，主題訂為『平成的文楽(暫定)』。
- 2006年10月，透過 ARTONE 出版『天狗棲息的山峰』。
- 2006年，開始拍攝伊勢神宫「第62次 式年遷宮」。
- 2008年，開始拍攝出雲大社「平成的大遷宮」。

## 攝影集
- GENESIS（2002，ARTONE）
- 天狗棲息的山峰（2006，ARTONE）

## 相關書籍
- 「我會成為土門拳」~ 到達 “奇蹟之光”的攝影家・増浦行仁的生存 方式~(村尾国士/著)（2003年，ARTONE）

## 電視出演
- 生命之聲第 385 期（2003 年 4 月）

## 相關連結
- 增浦行仁官網 （页面存档备份，存于）
- 官方部落格“我會成為土門拳。第2章” （页面存档备份，存于）